# Лахар

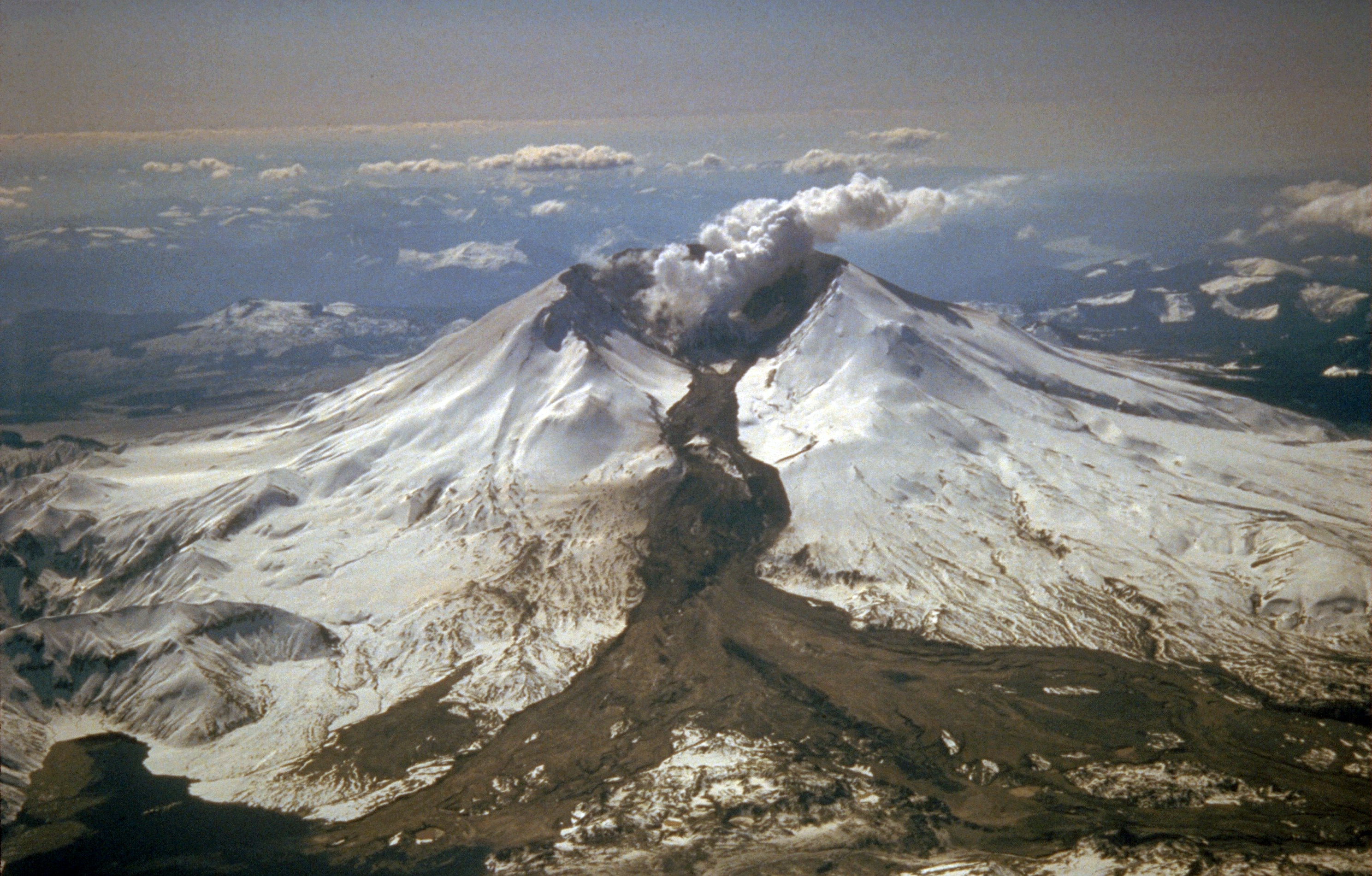
Лахар, образовавшийся на вулкане Сент-Хеленс (США) в результате извержения 1982 года

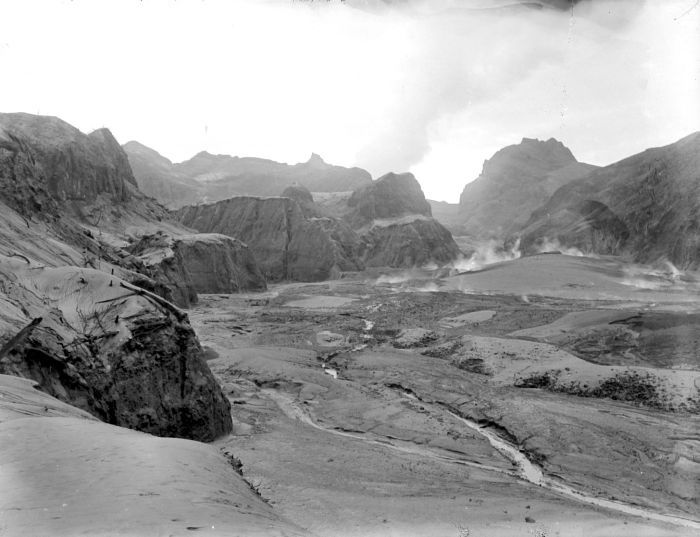
Последствия лахаров, спустившихся в 1919 году в результате извержения вулкана Келуд

Лаха́р (индон. lahar, грязевой вулканический поток, грязевая лава) — грязевой поток на склонах вулкана, состоящий из смеси воды и вулканического пепла, пемзы и горных пород.
Лахар возникает при смешивании раскалённого вулканического материала с более холодными водами кратерных озёр, рек, ледников или дождевой водой.
Движется лахар, подобно се́лю, под действием силы тяжести. Поток имеет высокую несущую способность и большую подвижность, что объясняется значительной плотностью грязевой массы.
Различают горячие и холодные лахары.

## Описание

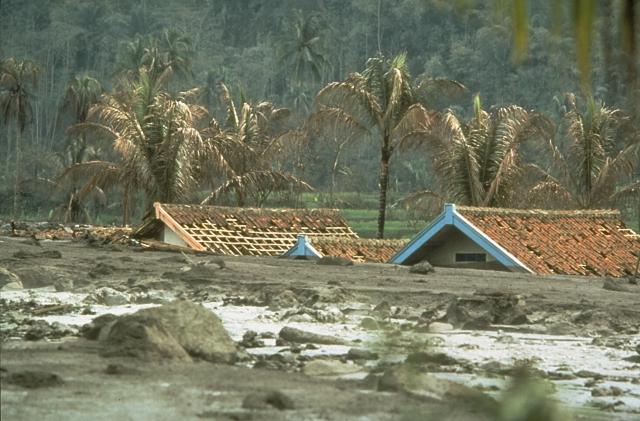
Извержение Галунггунга в 1982 году. Дома, почти полностью поглощённые лахаром.

Лахар является индонезийским словом, которое описывает вулканические селевые потоки. Лахаровый поток смертельно опасен, потому что обладает высокой скоростью и интенсивностью потока. Имеет консистенцию, вязкость и плотность приблизительно такую же, как у бетона. Он жидкий при движении, а в состоянии покоя напоминает твёрдое тело из-за своей вязкости. Лахар обладает достаточным размером и интенсивностью, чтобы разрушить практически любую конструкцию на своем пути. С другой стороны, лахар быстро теряет силу, если покидает канал основного течения, и даже хрупкие хижины могут не разрушиться под ударом такого потока, но в то же время такой слабый поток может обволочь дом по линию крыши или скрыть его в своих потоках грязи. Вязкость лахара с течением времени уменьшается, так как лахар может быть разбавлен дождём или водоёмами, находящимися по пути течения лахара, но он быстро затвердевает, когда приходит к состоянию покоя.
Скорость течения потока может достигать 100 километров в час, а расстояние, на которое переместится лахар, может составить более 300 километров, при этом лахар вызывает катастрофические разрушения на своём пути.

## Причины возникновения
Лахары имеет несколько возможных причин возникновения:
- Снега и ледники могут разбавлять лаву во время извержения.
- Лавовый поток смешивается с влажной почвой и грязью на склоне вулкана, создавая очень вязкий поток с высокой энергией.
- Вода из озера в сочетании с вулканическим материалом при извержении.

## Примеры
Геркуланум.

### Невадо-дель-Руис

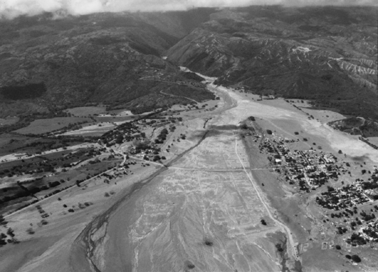
Лахар накрывает город Армеро

Извержение вулкана Невадо-дель-Руис 13 ноября 1985 года (Колумбия) по количеству жертв занимает четвёртое место среди известных вулканических извержений. Хотя само извержение было относительно небольшим, пирокластические потоки и выброс горячей породы привели к таянию части ледникового покрова на вершине вулкана и образованию лахаров (вулканических грязевых потоков) в ущельях на склонах горы. Основные лахары шли на восток по ущельям рек Асуфрадо (исп. Azufrado), Лагунильяс (Lagunillas) и Гуали (Gualí); кроме того, один лахар сошёл на запад по ущелью Чинчины (Chinchiná). Грязевые потоки вдоль Асуфрадо и Лагунильяс слились и образовали большой лахар, который практически полностью уничтожил город Армеро, стоявший на равнине в 2 км вниз по течению от устья ущелья Лагунильяс и на расстоянии 46 км от вершины вулкана. Из 29 000 жителей города погибли свыше 20 000 человек.

### Пинатубо

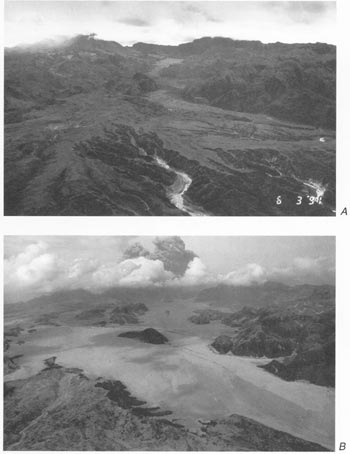
Извержение вулкана Пинатубо, долина реки до и после лахара

Последнее извержение вулкана Пинатубо, расположенного на филиппинском острове Лусон в 93 км к северо-западу от столицы Манилы, произошло в июне 1991 года впервые за 611 лет. От извержения и его последствий погибло как минимум 875 человек. Извержение уничтожило стратегическую базу ВВС США Кларк, расположенную в 18 км от Пинатубо и военно-морскую базу США. Окрестности вулкана были опустошены пирокластическими потоками и лахарами. Извержение было признано одним из самых сильных в XX веке (6 баллов по шкале извержений).

## Системы предупреждения
На горе Руапеху в Новой Зеландии была создана система оповещения о селевых потоках и лахарах. Система считается успешным воплощением технологий оповещения, так как она смогла предупредить о предстоящем селевом потоке, который произошел  25 сентября 2007 года.